# Шварц, Шуки
Иехошуа (Шуки) Шварц (ивр. יהושע 'שוקי' שוורץ‎; род. 3 апреля 1954) — израильский баскетболист и предприниматель. В составе клуба «Маккаби» (Тель-Авив) двукратный обладатель Кубка европейских чемпионов, шестикратный чемпион и пятикратный обладатель Кубка Израиля, в составе сборной Израиля — серебряный призёр чемпионата Европы 1979 года. После окончания спортивной карьеры — владелец и руководитель ряда израильских и международных фирм.

## Спортивная карьера
Шуки Шварц начал играть в баскетбол в детских командах пригорода Хайфы Кирьят-Моцкина. В 1971 году в составе юношеской сборной Израиля занял шестое место на чемпионате Европы среди кадетов, а через год — четвёртое место в чемпионате Европы в возрасте до 18 лет).
С 20 лет Шварц играл в национальном клубном чемпионате Израиля. Проведя два сезона за клуб «Хапоэль» (Хайфа), он перешёл затем в тель-авивский «Маккаби», где за шесть последующих лет столько же раз выигрывал титул чемпиона Израиля и пять раз — Кубок Израиля. За этот период Шварц дважды (в 1977 и 1981 годах) становился с «Маккаби» обладателем самого престижного европейского клубного трофея — Кубка европейских чемпионов. По окончании выступлений с «Маккаби» Шварц ещё два года играл за тель-авивский «Бейтар», завершив карьеру в 29 лет из-за тяжёлой травмы спины. За карьеру он набрал в чемпионате Израиля 2878 очков (из них за «Маккаби» 1533 очка) и входит в число ста лучших бомбардиров чемпионата Израиля за всю его историю. В составе сборной Израиля Шварц участвовал в трёх чемпионатах Европы (1975, 1977 и 1979 годов), в последнем цикле став с командой вице-чемпионом континента. В общей сложности Шварц за время выступлений принёс сборной 148 очков.

## Карьера в бизнесе
После завершения игровой карьеры Шуки Шварц, имевший степень по промышленной инженерии, присоединился к семейной фирме, выпускавшей мебель на заказ для учреждений. Мастерская, основанная его отцом и двумя дядьями, работала в другом пригороде Хайфы — Кирьят-Ате. Личная известность Шуки помогла привлечь дополнительных инвесторов, и фирма, получившая название «Финиш», начала расти. На пике роста в «Финише» работали 290 человек, а объём продаж офисной мебели достиг 90 млн долларов в год.
В 2000 году «Финиш» приобрела канадская компания Teknion — один из крупнейших в мире производителей офисной мебели. В объединённой фирме Шварц занимал в течение пяти лет пост директора по маркетингу и продажам. В 2005 году он вложил капитал в израильское семейное предприятие «Толманс», производящее мебель и аксессуары для дома, приобретя 50 % акций. К числу акционеров присоединились также бывший партнёр Шварца по «Бейтару» Цвика Гиюр и Ицхак Суари, а позже — специалист по рекламе Йорам Бауман. Шварц занял пост генерального директора «Толманс» и также занялся её расширением. Ко второй половине 2012 года у компании было девять магазинов, включая один в Милане. Помимо собственного производства «Толманс» работает с такими известными дизайнерами, как Патрисия Уркиола, Филипп Старк, Карим Рашид и другие.
Одновременно с мебельным бизнесом Шварц инвестирует и в другие области экономики. В 1997 году он стал одним из основателей компании высоких технологий Nextek, на протяжении следующего десятилетия оставаясь членом её совета директоров и сохраняя 30 % акций после того, как эта компания, специализирующаяся на трёхмерном сканировании и измерительных приборах на основе лазерных технологий, была продана за 520 тысяч долларов производителям сканеров Wizcom Technologies. Он возглавляет инвестиционную фирму, носящую его имя и входит в совет директоров химической фирмы Maxima Air Separation.